# Пам'ятник Володимирові Сосюрі (Лисичанськ)
Па́м'ятник Володи́мирові Сосю́рі — пам'ятник-погруддя українському письменникові та поету Володимирові Сосюрі в місті Лисичанську, де він провів своє дитинство та юність. Пам'ятник розташований у сквері біля БК імені В. Сосюри, де також розташований меморіальний музей, який було засновано на честь поета.
Пам'ячник- погруддя відвідують дуже багато письменників, школярів, чиновників, художників, вчених, вчителів, що шанують пам'ять великого поета. Пам'ятають про творчість та життєвий шлях Володимира Миколайовича, що розпочинався у Третій Роті.

## Опис пам'ятника
На прямокутному постаменті — бюст Володимира Сосюри. Пам'ятник установлено на майданчику облицьованому гранітом. Бюст із граніту. Постамент облицьований гранітом. Розміри майданчика: 2,3х1,8х0,5 м. Висота бюста — 0,9 м. Розміри постаменту: 2х0,8х0,7 м.
З лівої сторони пам'ятника викарбувані слова вдячним землякам:
«Шахтарське посьолок на Білій горі.
Під нею заводу встають димарі;
Їх хмари торкають верхами.
За ними Лисиче садами буя,
Й шумить Третя Рота — домівка моя,
Я з вами всім серцем, я з вами…!»

## Історія
11 листопада 1967 року, за клопотанням Спілки письменників України, з нагоди 70-річчя із дня народження Володимира Сосюри, у сквері біля БК імені В. Сосюри було встановлено пам'ятник видатному українському поетові-лірику Володимиру Сосюрі.